# 광장무
광장무(중국어 간체자: 广场舞, 정체자: 廣場舞, 병음: guǎngchǎngwǔ 광창우[*])는 광장에 모여 춤을 추는 중국의 거리 문화이다.

## 정의
광장무란 중국에서 매일 아침, 혹은 저녁 무렵 약속이나 한듯 중국의 중노년층(주로 여성층)이 공터나 공원에 모여 춤을 추는 것을 말한다.

## 특징
춤의 형태는 다양하지만 음악의 리듬에 맞춰 한 사람의 동작을 여러 사람이 머리, 손, 발을 이용해서 따라한다는 특징을 지니고 있다.
광장무는 수십에서 수백명에 이르는 사람이 함께 춤을 추는데 일부 지역에서는 지역 사회차원에서 대회를 열어서 광장무에 대한 적극적인 참여를 장려하기도 한다. 또한 스폰서 회사의 로고가 들어간 옷을 입고 자신의 지역을 대표해 대회에 참여하는 것은 광장무그룹의 꿈이라는 이야기도 있다.

## 광장무의 진출
태풍이 왔을때에도 중국인들은 야외에 나가지 못하자 지하주차장까지 가서 추기도 한다. 이 광장무는 더 나아가 달리는 기차, 모스크바의 붉은 광장, 파리의 루브르박물관까지 진출했으며 미국의 월스트리트저널에도 소개가 되었다. 실제 중국에서는 베이징과 인근 주민들 1만 8,431명이 허베이성과 상허에서 열린 단체춤 행사에 참여했는데 이는 기네스 기록위원회에서 인정했다. 이는 2007년 미국 앤틀랜타에서 세운 1만 7,200명이 함께 춘 단체춤 기록을 넘어선 수치이다. 베이징에 본사를 둔 '붉은 옷 연맹 유한회사'가 주최한 이 행사에서 금연 홍보를 목적으로 '작은 사과'음악에 맞추어 춤을 추었다.

## 갈등
중국의 광장무는 청년층과의 갈등도 겪고 있다. 지역의 젊은 층의 주민들은 오래전부터 광장무에 대해 불만을 제기하고 있다. 그 원인은 소음때문이다. 광장무의 음악은 빠르고 반복적인 음악이 대부분인데 광장무를 위해서 이 음악을 크게 틀어놓는다. 이러한 특성때문에 광장무는 주변사람들에게 영향을 줄 수 밖에 없다. 그리고 농구장, 운동장등의 공공시설을 점거하는 경우도 있어서 갈등이 심해지고 있다. 이들의 소음에 불편함을 느낀 주변 주민은 일부러 더 큰 음악을 틀거나 물을 뿌리고, 폭력까지 행하는 등 갈등은 더 심해지고 있다.

## 같이 보기
- 방송체조
- 스트리트댄스